# Fadil Vokrri
Fadil Vokrri (Podujevo, República Federal Popular de Yugoslavia, 23 de junio de 1960 - 9 de junio de 2018) fue un futbolista albanés-kosovar en los años 1980. Desde 1990 a 1992 jugó para el Fenerbahçe de Turquía. Luego de finalizar su carrera como futbolista, se mudó a Francia para convertirse en director técnico. Vokrri era presidente del KF Prishtina y de la Federación de Fútbol de Kosovo.

### Sus inicios
Nacido en Podujevo, Vokrri fue conocido por su forma de juego muy similar a la de Diego Maradona, por su movilidad, fuerte disparo (teniendo una reputación en Pristina de ser poseedor de un fuerte disparo). Ganó tres copas internacionales para la antigua Yugoslavia a mediados de los años 1980 y por mala suerte no ganó más títulos porque no era de los talentos favorecidos por el equipo de fútbol de Yugoslavia. Jugó en una alineación ilustre que incluía a Agim Cana, Edmond Rugova y Fadil Muriqi y muchos otros famosos jugadores de Kosovo que formaron parte de la Generación de Oro en los años 1980. El Pristina de Vokrri tiene el récord de haber obtenido una victoria brillante ante el histórico Estrella Roja en Marakana por un equipo kosovar.

### Carrera en el club
Anotó un total de 121 goles y tuvo 363 apariciones en el equipo. Inició su carrera a la edad de 16 años en el equipo de fútbol Llapi. Se mudó a Pristina en 1980 y jugó hasta 1986 anotando 55 goles y teniendo 182 apariciones. Tuvo mucho éxito con el Partizan de Belgrado donde anotó 18 goles y tuvo 55 apariciones. Fue protagonista del exitoso equipo de 1988-89 que ganó la Copa de Yugoslavia, con un amplio marcador en la final cuando el Partizan ganó 6-1 al Velež Mostar.
Jugó también para el Olympique Nimes en Francia, el Fenerbahce turco donde jugó y tuvo éxito bajo el mando del entrenador Guus Hiddink. Fue un consentido de la afición turca y cuando por su edad, ya no podía mostrar su capacidad decidió marcharse al Pristina y al Partizan.